# Meistera sahyadrica
Meistera sahyadrica là một loài thực vật có hoa trong họ Gừng. Loài này được V. P. Thomas và Mamiyil Sabu mô tả khoa học đầu tiên năm 2013 dưới danh pháp Amomum sahyadricum. Năm 2018, Jana Leong-Škorničková và Mark Newman chuyển nó sang chi Meistera mới được phục hồi.

## Phân bố
Loài này có trong khu vực tây nam Ấn Độ (các bang Kerala, Tamil Nadu).